# Sarmenstorf
Sarmenstorf (toponimo tedesco) è un comune svizzero di 2 865 abitanti del Canton Argovia, nel distretto di Bremgarten.

## Storia

### Simboli
I bastoni del pellegrino sono ripresi dallo stemma di famiglia di P. Johannes von Sarmenstorf, confratello dell'abbazia di Muri, citato in un documento datato 18 dicembre 1311 e riprodotto nell'Archivium Murense del 1734, una raccolta di copie dei documenti più importanti del monastero. Fino al 1905, i bordoni erano raffigurati su un campo d'azzurro, al di sopra un monte di tre cime di verde.

## Monumenti e luoghi d'interesse

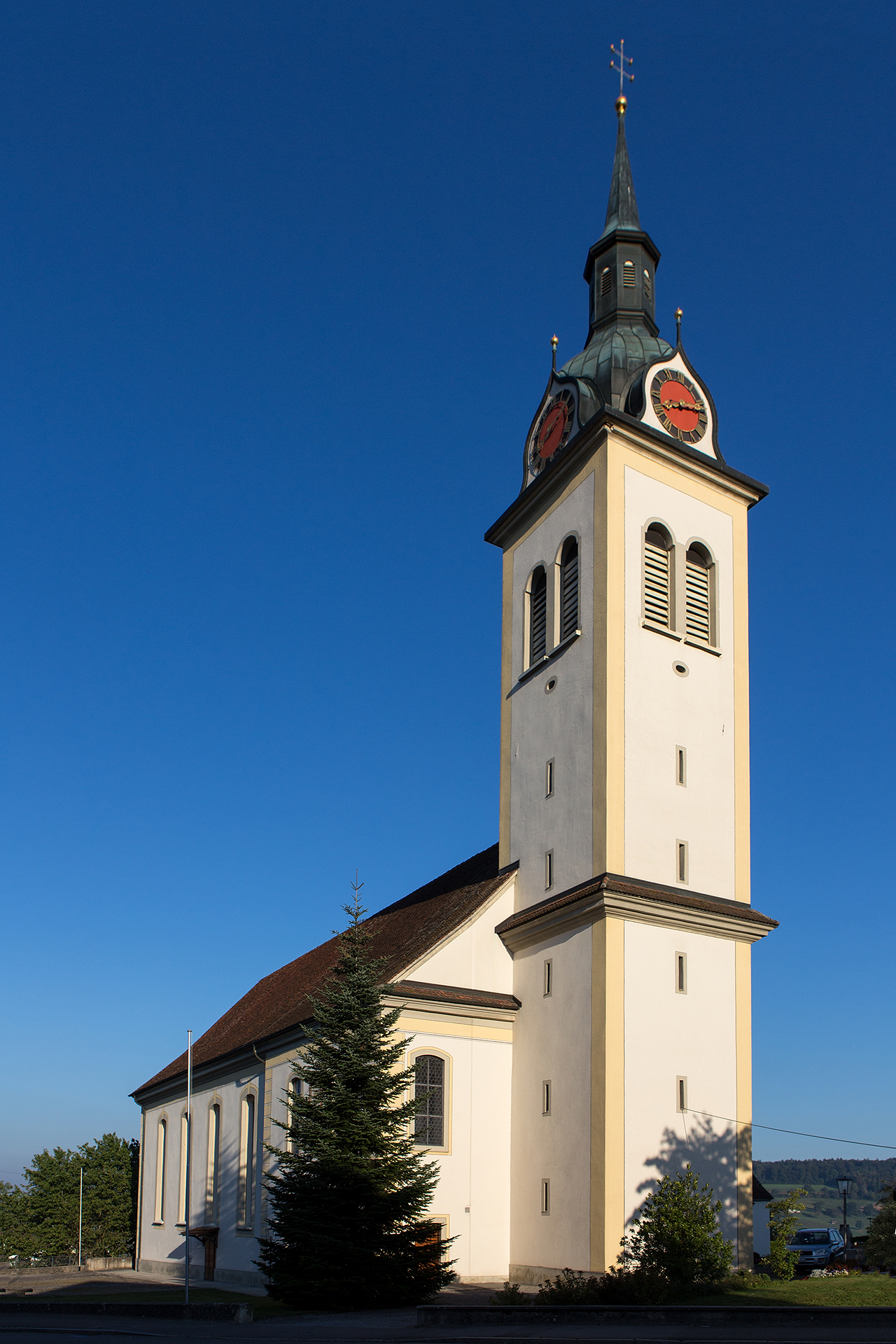
La chiesa cattolica di Santa Croce

- Chiesa cattolica di Santa Croce, eretta nell'VIII-IX secolo e ricostruita nel 1622 e nel 1778-1785[3].

## Società

### Evoluzione demografica
L'evoluzione demografica è riportata nella seguente tabella:
Abitanti censiti

## Amministrazione
Ogni famiglia originaria del luogo fa parte del cosiddetto comune patriziale e ha la responsabilità della manutenzione di ogni bene ricadente all'interno dei confini del comune.